# Capilla Flamenca (ensemble)
Pour les articles homonymes, voir Capilla Flamenca.
 (mai 2015).
Si vous disposez d'ouvrages ou d'articles de référence ou si vous connaissez des sites web de qualité traitant du thème abordé ici, merci de compléter l'article en donnant les références utiles à sa vérifiabilité et en les liant à la section « Notes et références ».
Capilla Flamenca est un ensemble vocal et instrumental belge spécialisé dans les musiques de la Renaissance, en particulier dans le répertoire franco-flamand du XVIe siècle. Le quatuor a été dirigé par Dirk Snellings (1959-2014), (basse) jusqu'à la mort de ce dernier. Il est constitué de Marnix De Cat (contre-ténor), Tore Tom Denys (ténor) et Lieven Termont (baryton). 
Le nom de l'ensemble est basé sur la célèbre chapelle formée par Charles Quint. Celui-ci, lorsqu'il décide de quitter les Pays-Bas en 1517, a choisi quelques-uns des meilleurs musiciens du pays pour l'accompagner dans son voyage vers l'Espagne. Avec eux, il a fondé la Capilla Flamenca.
Le 4 novembre 2013, le conseil d'administration de cet ensemble de musique ancienne décide de mettre fin aux activités de la Capilla Flamenca dans le domaine des concerts et de l'enregistrement musical.

## Discographie
- ? - Het studentenleven anno 1570. Eufoda 1071 (disque microsillon)
- 1993 - Puer nobis. Noël de la Renaissance. Eufoda 1147.
- 1993 - Polyphonie de la Renaissance à Bruges. The Songbook of Zeghere van Male. Eufoda 1155.
- 1995 - Zingen en spelen in Vlaamse steden en begijnhoven. Eufoda
- 1996 - Pierre de la Rue: Messe Alleluia. Eufoda 1232.
- 1996 - Oh Flanders Free. Music of the Flemish Renaissance: Ockeghem, Josquin, Susato, La Rue. Alamire LUB 03, Naxos 8.554516.
- 1997 - Sei Willekomen. Capilla Flamenca et Flanders Recorder Quartet. Eufoda 1256.
- 1998 - Bassano: Viva L'Amore. Capilla Flamenca y Flanders Flauta dulce Quartet. Opus 111 30-239.
- 1998 - Margarete - Maximilien Ier. Musique de 1500. Capilla Flamenca avec "La Caccia", "Knaben der Schola Cantorum Cantate Domino Aalst", "Schola Gregoriana Lovaniensis".ORF Shop CD 265 (2 CD).
- 1999 - The A-La-Mi-Re Manuscripts. Flemish Polyphonic Treasures for Charles Quint: Josquin, De la Rue, Willaert. Naxos Records 8.554744.
- 1999 - I Fiamminghi - V. Johannes Brassart: In festo Corporis Christi. Ricercar 233362.
- 2000 - Jean de Castro: Polyphony in a European Perspective avec More Maiorum, Piffaro, The Renaissance Band, Trigon-Project, Wim Diepenhorst et Bart Demuyt. Passacaille 931.
- 2001 - Resonanzen 2001. Viva España. Capilla Flamenca et autres. ORF "Édition Alte Musik" CD 281.
- 2001 - The Flemish Orgues Heritage. Capilla Flamenca y A. van den Kerckhoven. Naxos 8.555809
- 2001 - Arnold de Lantins : Missa Verbum Incarnatum. Capilla Flamenca avec Psallentes et Clari Cantuli. Ricercar 207.
- 2002 - La Rue: Missa de septem doloribus. Capilla Flamenca et Psallentes. Musique en Wallonie 0207.
- 2002 - Musica reservata. Endangered Sounds. Capilla Flamenca et Psallentes. Alamire Foundation 2002
- 2002 - Sebastián de Vivanco: Libro de Motets (1610). Capilla Flamenca et Oltremontano. LCD 9706.
- 2002 - Johannes Prioris: Requiem. Eufoda 1349.
- 2003 - Foi. Ars nova, Tradition orale traditional music and more. CAPI 2003
- 2003 - Alexander Utendal / De Monte: Motets. Capilla Flamenca et Oltremontanto. Passacaille 937.
- 2003 - Canticum Canticorum. In Praise of Love: The Song of Songs in the Renaissance. Eufoda 1359.
- 2004 - Zodiac. Ars Nova and Ars Subtilior in the Low Countries and Europe. Eufoda 1360.
- 2004 - Obrecht: Chansons, Songs, Motets. Junto con Piffaro, The Renaissance Band. Eufoda 1361.
- 2005 - Priest and Bon Vivant. Sounds of the City of Louvain from the XVIe siècle. Travaux de Clemens non Papa et de ses contemporains. Capilla Flamenca et La Caccia. Etcetera 1287.
- 2005 - Dulcis Melancholia. Biographie musicale de Marguerite d'Autriche. Musique en Wallonie MEW 525.
- 2005 - La Rue: Missa Ave Maria, Vespers. Capilla Flamenca et Psallentes. Musique en Wallonie 0633.
- 2006 - Concentu melodiae. K.U.Leuven 96-01
- 2006 - Lumina. Christmas Around The 1500s. Capilla Flamenca et Pueri. Eufoda 1366.
- 2006 - Flemish and Walloon Organ Treasure, Volume 4. Capilla Flamenca et Joris Verdin. Vision-Air 2006/1.
- 2007 - Désir d'aymer. Love Lyrics Around 1500, from Flanders to Italy.. Eufoda 1369.
- 2007 - Salve Mater, Salve Jesu. Chant and Polyphony from Bohemia around 1500. Capilla Flamenca et la Schola Gregoriana Pragensis avec Barbara Maria Willi. Etcetera ETC 1346.
- 2007 - Lambert de Sayve: Missa Dominus Regnavit / Motets. Capilla Flamenca et Oltremontano. Etcetera 4022
- 2008 - Machaut : Orfèvre de la Polyphonie, avec l'Ensemble Syntagma. Krediet Bank of Luxembourg.
- 2008 - Bellum & Pax. Missa L'homme armé / Da Pacem. Obrecht / Josquin / La Rue. Capilla Flamenca junto con Oltremontano y Psallentes. Eufoda 1372.
- 2009 - En un gardin. Les quatre saisons de l'Ars Nova. Musique en Wallonie 0852.
- 2010 - Lassus : Bonjour mon cœur. Ricercar 290.
- 2010 - Alexander Agricola. Missa In myne zyn. Ricercar 306.
- 2011 - Heinrich Isaac. Ich muss dich lassen. Capilla Flamenca et Oltremontano. Ricercar 318.
- 2011 - Esprits d'amours. Musique en Wallonie 1157.
- 2012 - 12x12, A Musical Zodiac, K. Stockhausen - Tierkreis, Ars Nova & Ars Subtilior, en collaboration avec Het Collectief, Et'cetera/Klara 4042.
- 2012 - Adriaen Willaert, Vespro della Beata Virgine, Ricercar 325.

## Sources
- (es) Cet article est partiellement ou en totalité issu de l’article de Wikipédia en espagnol intitulé « Capilla Flamenca » (voir la liste des auteurs).